# Surava
Surava foi uma comuna da Suíça, no Cantão Grisões, com 203 habitantes, de acordo com o censo de 2010. Estendia-se por uma área de 6,96 km², de densidade populacional de 29 hab/km². Confinava com as seguintes comunas: Alvaneu, Brienz/Brinzauls, Tiefencastel.
A língua oficial nesta comuna era o alemão, língua materna de 78% de acordo com o censo de 2000. O romanche era, na ocasião, a língua materna de cerca de 11% dos habitantes da comuna, sendo a segunda língua mais falada.

## História
Em 1 de janeiro de 2015, passou a formar parte da nova comuna de Albula/Alvra.